# Gmina Petrovac na Mlavi
Gmina Petrovac na Mlavi (serb. Opština Petrovac na Mlavi / Општина Петровац на Млави) – gmina w Serbii, w okręgu braniczewskim. W 2018 roku liczyła 28 157 mieszkańców.